# Оттекаси
Оттека́си (рос. Оттекасы, чув. Уттекасси) — присілок у складі Цівільського району Чувашії, Росія. Входить до складу Тувсинського сільського поселення.
Населення — 47 осіб (2010; 46 у 2002).
Національний склад:
- чуваші — 98 %